# Georges Rouy
Georges Rouy (París, 2 de diciembre de 1851-Asnières-sur-Seine, 25 de diciembre de 1924) fue un botánico francés.
Fue de los primeros en trabajar en las categorías inferiores a especie, con las subespecies, variedades y formas.

## Obra
- Rouy, Georges; Camus, Edmond-Gustave; Foucaud, Julien. 1893-1913. Flore de France ou description des plantes qui croissent spontanément en France, en Corse et en Alsace-Lorraine. Asnières (Seine) : G. Rouy [etc.], 1893-1913. 14 Vols. BOTG581.9 (44)ROU

- Excursion botanique en Espagne, Spanien Florenwerke, 1881

- Excursions botaniques en Espagne : Herborisations aux environs de Jativa en mai 1879 et juin 1880. Bull. Soc. bot. Fr. 1881, 1882

- Matériaux pour servir à la révision de la flore portugaise accompagnés de notes sur certaines espèces ou variétés critiques de plantes européennes - A. Hérissey, imp., 1882

- Excursions botaniques en Espagne en 1881 et 1882.- Revue des Sciences Naturelles Soc. Lang. Géo. Montp., hors série, 1883

- Illustrationes plantarum Europae rariorum : Diagnoses des plantes rares ou rarissimes de la flore européenne accompagnées de planches représentant toutes les espèces décrites - Paris : Les Fils d'Émile Deyrolle, 1895-1899[2]

- Atlas iconographique des plantes rares de France et de Corse, 1897

- Les contes fantastiques de M. Malinvaud. Artículo polémico de 1905

- Conspectus de la « Flore de France », ou Catalogue général des espèces, sous-espèces, races, variétés, sous-variétés et formes hybrides contenues dans la « Flore de France » - Paris : Paul Lechevalier éditeur, 1927

- Rouy, Georges; Lecomte, Henry. 1927. Consp. Fl. France, ou Conspectus de la Flore de France ou catalogue général des espèces, sous-espèces, races, variétés, sous-variétés et formes hybrides contenues dans la "Flore de France" de Georges Rouy, Lauréat de l'Institut, Chevalier de la Légion d'Honneur, Officier de l'Instruction publique. Paris : Paul Lechevalier editeur, 12, rue de Tournon, 12 (Jouve & cie., imprimeurs, 15, rue Racine, Paris).

## Honores
- Vicepresidente de la "Société Botanique de France"

Miembro
- de honor correspondiente de numerosas Sociedades francesas y extranjeras; Caballero de la Legión de Honor, Oficial de la Academia

### Epónimos
Género
- (Apiaceae) Rouya Coincy[3]

Especies
- (Alliaceae) Allium rouyi G.Gautier[4]

- (Aspleniaceae) Asplenium × rouyi Viane[5]

- (Asteraceae) Acosta rouyi (Coincy) Fern.Casas & Susanna[6]

- (Asteraceae) Hieracium × rouyanum F.O.Wolf[7]

- (Brassicaceae) Diplotaxis rouyana Janka ex Willk.[8]

- (Brassicaceae) Erucastrum rouyanum (Janka) Bonnier[9]

- (Caryophyllaceae) Silene rouyana Batt.[10]

- (Lamiaceae) Calamintha rouyana (Briq.) Pericás & Rosselló[11]

- (Lamiaceae) Clinopodium rouyanum (Briq.) Govaerts[12]

- (Leguminosae) Trifolium rouyanum Bonnier[13]

- (Onagraceae) Epilobium rouyanum H.Lév.[14]

- (Orchidaceae)  × Orchidactyla rouyana (E.G.Camus) Borsos & Soó[15]

- (Plumbaginaceae) Armeria rouyana Daveau[16]

- (Rosaceae) Potentilla rouyana H.Lév.[17]

- (Rubiaceae) Galium rouyanum Bonnier[18]

- (Saxifragaceae) Saxifraga rouyana Magnier[19]

- (Scrophulariaceae) Pedicularis rouyana Wolf ex Rouy[20]

- (Violaceae) Viola rouyana Wolf[21]

- La abreviatura «Rouy» se emplea para indicar a Georges Rouy como autoridad en la descripción y clasificación científica de los vegetales.[22]